# Cantón de Axat
El cantón de Axat era una división administrativa francesa, que estaba situada en el departamento de Aude y la región de Languedoc-Rosellón.

## Composición
El cantón estaba formado por catorce comunas:
- Artigues
- Axat
- Bessède-de-Sault
- Cailla
- Counozouls
- Escouloubre
- Gincla
- Le Bousquet
- Le Clat
- Montfort-sur-Boulzane
- Puilaurens
- Roquefort-de-Sault
- Sainte-Colombe-sur-Guette
- Salvezines

## Supresión del cantón de Axat
En aplicación del Decreto n.º 2014-204 de 21 de febrero de 2014, el cantón de Axat fue suprimido el 22 de marzo de 2015 y sus 14 comunas pasaron a formar parte del nuevo cantón del Alto Valle del Aude (de marzo de 2015 a enero de 2016 llamado Cantón de Quillan).